# Bernardo Segni

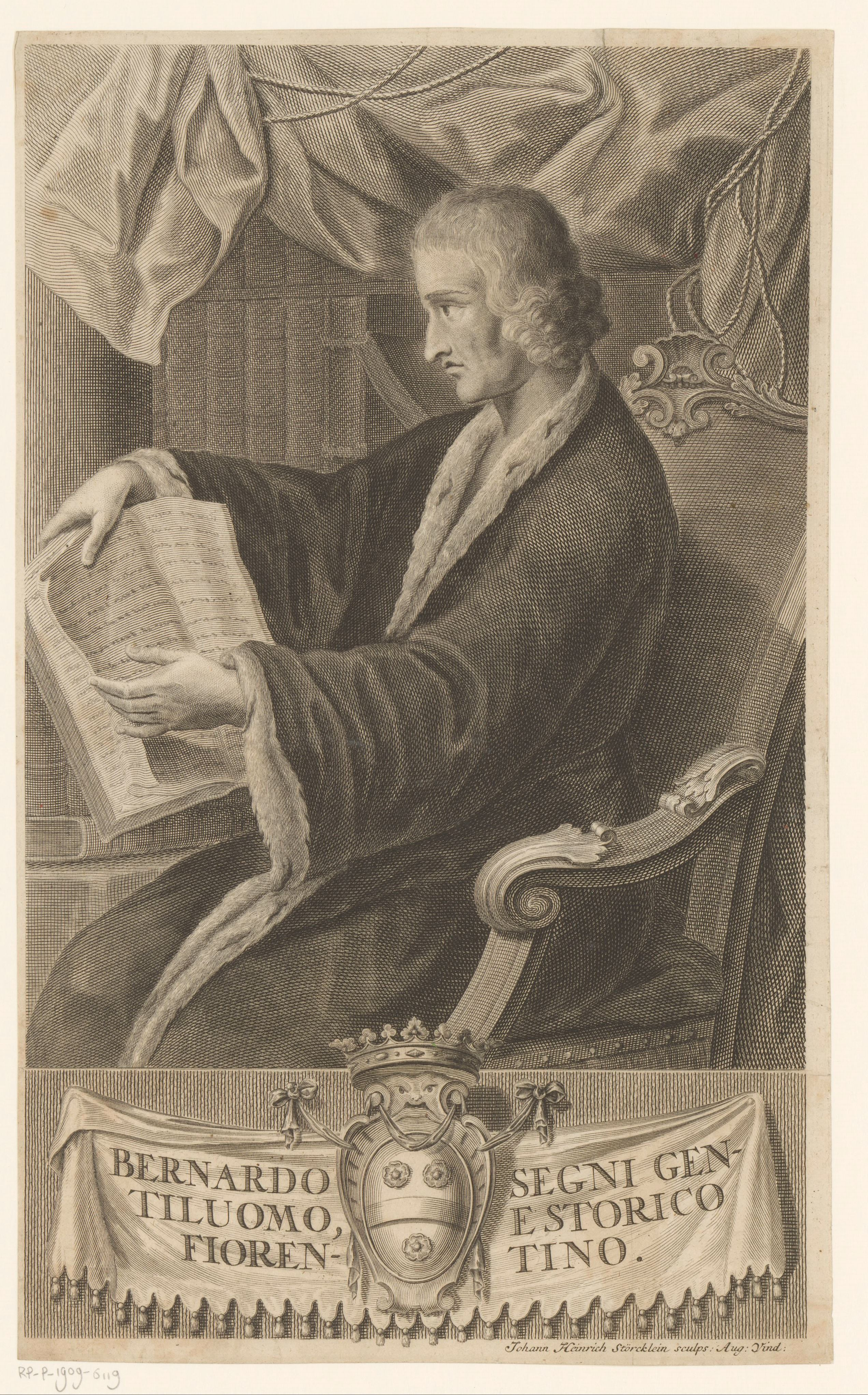

Bernardo Segni (* 1504 in Florenz; † 1558 ebenda) war ein italienischer Patrizier, Philosoph, Historiker und Übersetzer.
Bernardo Segni wurde von Cosimo I. de’ Medici als toskanischer Botschafter an den kaiserlichen Hof in Wien gesandt und bekleidete zahlreiche andere öffentliche Ämter in Florenz. Er übersetzte einige klassische Werke, insbesondere von Aristoteles und Sophokles. Er verfasste auch zwei historische Werke: „Istorie fiorentine“ war eine Geschichte der Stadt Florenz von 1527 bis 1555, und „Vita di Niccolo Capponi“ – sie wurden erst 1723 veröffentlicht.

## Werke / Übersetzungen

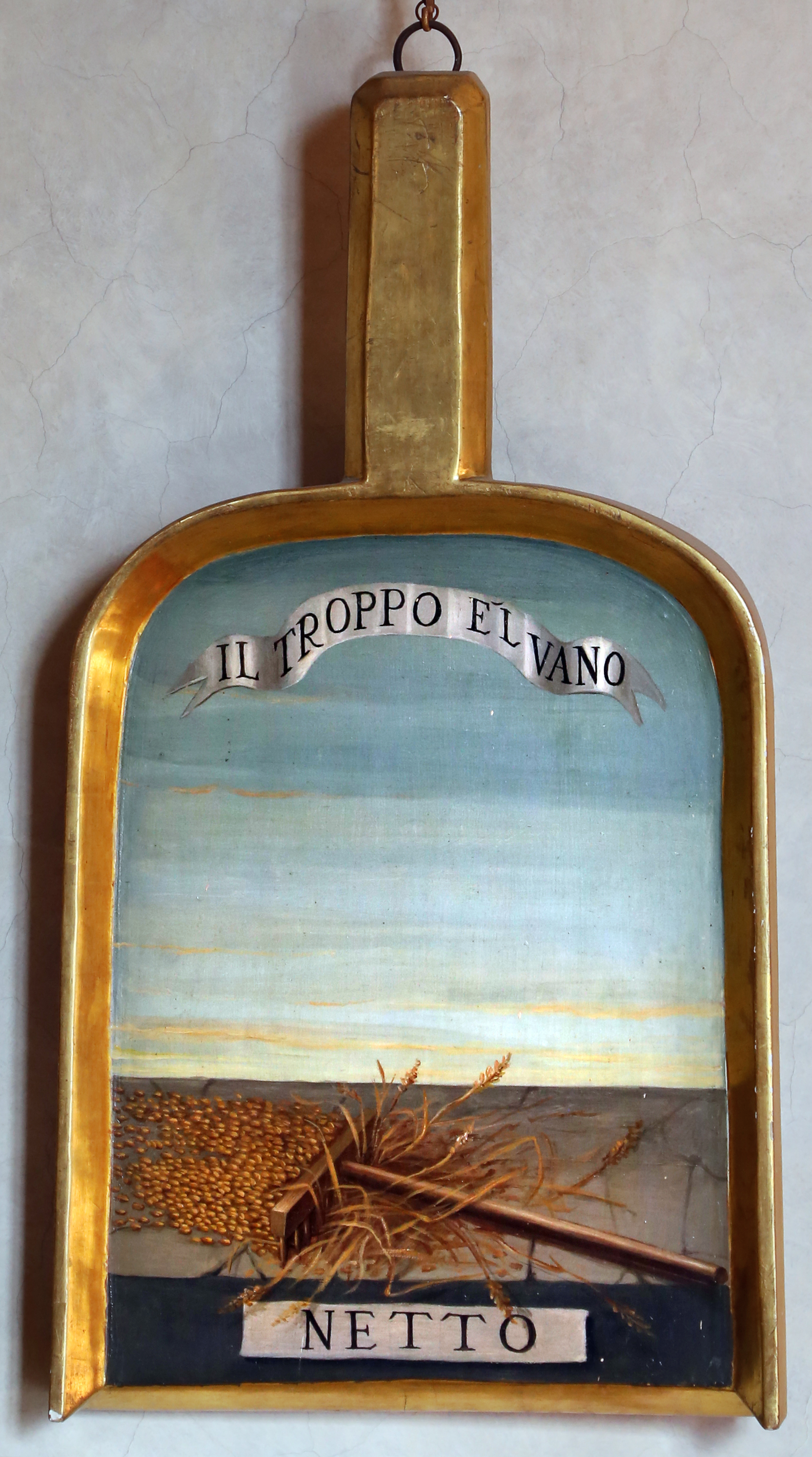
Das „Pala“ von Bernardo Segni (Netto) im Accademia della Crusca

- Rettorica et Poetica d’Aristotile tradotte di greco in lingua vulgare fiorentina, Florenz 1549.
- Trattato dei governi d’Aristotile tradotto di greco in lingua vulgare fiorentina, Florenz 1549.
- L’Ethica d’Aristotile tradotta in lingua volgare fiorentina et comentata da Bernardo Segni, Florenz 1550.
- Il trattato sopra i libri dell’anima d’Aristotile, Florenz 1583.